# Islamski Front Wyzwolenia Moro
Islamski Front Wyzwolenia Moro (Moro Islamic Liberation Front – MILF) – ruch islamski działający w południowej części Filipin, nazywanej przez członków tej organizacji Bangsamoro. Głównym obszarem działania organizacji jest południowa część wyspy Mindanao w Archipelagu Sulu oraz sąsiednie wyspy. Rejon ten zamieszkuje około 8 milionów ludzi, z czego muzułmanie stanowią od 4 do 5 milionów. Przywódcą MILF jest Al-Haj Murad Ebrahim.
W ruchu działają głównie młodzi islamiści, którzy są przeciwni angażowaniu się w życie polityczne metodami pokojowymi. Jego członkowie swoją działalność rozpatrują w kategoriach dżihadu skierowanego przeciw „chrześcijańskiemu” rządowi w Manili, który uważają za permanentny stan odkąd na wyspy przybyli Hiszpanie w 1521 r.
Opór przeciwko rządowi filipińskiemu został zapoczątkowany w końcu lat 60., po tzw. masakrze Jabidah, kiedy chrześcijańskie bojówki, by sprzeciwić się coraz silniejszej ekspansji islamu, zaatakowały muzułmanów modlących się w meczecie. Grupy islamskie z MILF domagają się utworzenia niepodległego państwa islamskiego Moro. Do osiągnięcia tego celu posługują się atakami terrorystycznymi i morderstwami. Właściwa struktura MILF-u ukształtowała się za sprawą Salamata Hashima w 1977 r., kiedy to doszło do rozłamu w Narodowym Froncie Wyzwolenia Moro i wydzielenia obecnego Islamskiego Frontu Wyzwolenia Moro (MILF).
W styczniu 1987 r. Narodowy Front Wyzwolenia Moro (MNLF) zaakceptował ofertę rządu, przyznającą autonomię terenom zamieszkanym przez muzułmanów. MILF natomiast odmówił włączenia się do porozumienia. Od tego czasu ruch ten jest największą grupą separatystyczną na Filipinach. Ogólne porozumienie o zaprzestaniu wrogich akcji pomiędzy rządem a MILF-em zostało podpisane w lipcu 1997 r. Zostało ono jednak złamane przez stronę rządową w 2000 r. To spowodowało ogłoszenie dżihadu przez rebeliantów. Pojawiły się także podejrzenia o współpracę z Abu Sayyafem i Al Kaidą. Działania zbrojne zostały przerwane dopiero po podpisaniu zawieszenia broni z prezydent Glorią Macapagal Arroyo.
Szacuje się, że Islamski Front Wyzwolenia Moro liczy 12 tys. członków (chociaż jego przedstawiciele twierdzą, że do ruchu należało w 1998 r. 90 tys. „dobrze uzbrojonych” ludzi).
Po 2 latach względnego pokoju, w styczniu 2005 r. bojówki MILF-u zaatakowały oddziały rządowe w Maguindanao, co było przyczyną śmierci 23 osób (chociaż sam MILF odcina się od tych wydarzeń twierdząc, że były to działania bez jego wiedzy).

## Islamscy Bojownicy o Wolność Bangsamoro
W 2008 roku, po anulowaniu przez Filipiński Sąd Najwyższy porozumienia między rządem a rebeliantami z MILF, z Islamskiego Frontu Wyzwolenia Moro wyodrębniło się nowe ugrupowanie, o nazwie Islamscy Bojownicy o Wolność Bangsamoro (BIFF). Wówczas przywódca Islamskich Bojowników Ameril Umbra Kato zebrał oddział partyzantów MILF do ataku na ludność cywilną. Islamscy Bojownicy o Wolność Bangsamoro sprzeciwiają się rozmowom pokojowym prowadzonym przez MILF, ponieważ ich wynikiem nie będzie wyodrębnienie osobnego państwa.